# Burgstall Schwarzenschwall
Der Burgstall Schwarzenschwall ist eine abgegangene Spornburg auf einem Granitfelsen bei 470 m ü. NN auf der rechten Talseite der Waldnaab im Falkenberger Wald südlich des Marktes Falkenberg im Oberpfälzer Landkreis Tirschenreuth in Bayern.
Der heutige Burgstall lässt nur noch zwei Abschnittsgräben erkennen und ist als Bodendenkmal D-3-6139-0027 „Mittelalterlicher Burgstall Schwarzenschwall“ vom Bayerischen Landesamt für Denkmalpflege erfasst.

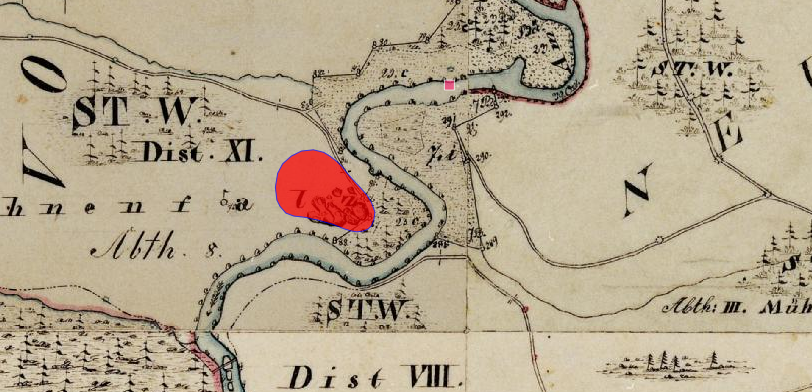
Lageplan des Burgstalls Schwarzenschwall auf dem Urkataster von Bayern

Vermutlich wurde die Burg von den Herren von Falkenberg während des 13. Jahrhunderts erbaut, dieses Geschlecht wurde 1154 mit „Pilegrin de Valkenberch“ erwähnt. Im Jahr 1274 ging sie durch die Heirat von Gebhardt VI. von Leuchtenberg und einer Jutta an die Herren von Leuchtenberg über. Die Burg wird als Ministerialensitz bezeichnet. 1294 wurde die Burg erstmals unter dem Namen Schwarzenschwall aufgeführt, im selben Jahr wurde sie von den Leuchtenbergern an das Kloster Waldsassen verkauft. Danach wechselte die Anlage mehrmals die Besitzer, sie kam an Marquard von Redwitz. Er verpfändete sie an Peter Pfreimder, der sie 1401 wieder an das Kloster Waldsassen verkaufte. 1363 war die Burg bereits eine Ruine, 1513 wurde sie nochmals als Schloss Schwarzenschwall erwähnt, seit dem 17. Jahrhundert wurde sie nicht mehr genannt.